# 전처리기
컴퓨터 과학에서 전처리기(前處理器) 또는 프리프로세서(preprocessor), 프리컴파일러(precompiler)는 입력 데이터를 처리하여 다른 프로그램에 대한 입력으로서 사용되는 출력물을 만들어내는 프로그램이다. 여기서 출력물이란 전처리된 형태의 입력 데이터를 말하며 컴파일러와 같은 차후 프로그램들에 쓰인다. 처리할 양과 종류는 전처리기의 본성에 따라 다르며 어떠한 전처리기들은 상대적으로 단순한 문자 치환 및 매크로 확장만 할 수 있는 반면 다른 전처리기들은 성숙한 프로그래밍 언어의 기능을 하기도 한다.

## 같이 보기
- C 언어 전처리기